# Doctor theologiae

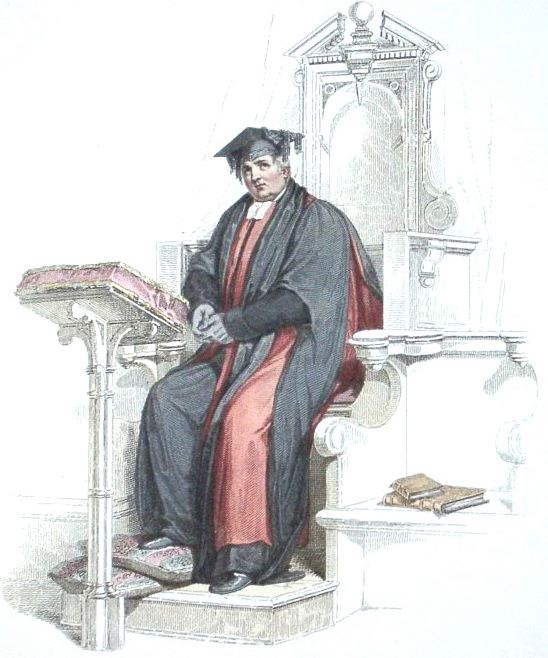
Dottore in teologia cristiana, Acquerello di un Doctor of Divinity alla University of Oxford, nelle vesti accademiche scarlatte e nero che corrispondono alla sua posizione (il soggetto rappresentato appare qui nella sua abituale funzione, piuttosto che con la sua alta uniforme da cerimonia): da Rudolph Ackermann, History of Oxford, 1814.

Doctor of Theology (Dottore di ricerca in Teologia; latino: Doctor Theologiae, abbreviato in inglese come D.Th., Th.D., ThD, D.Theol., o Dr. theol.) è un titolo di studio in teologia, che si ottiene al termine di un corso di dottorato.
Nel corso di studi accademici delle università pontificie, il dottorato costituisce il terzo ciclo dopo il baccellierato (primo ciclo) e la licenza (secondo ciclo) ed è scandito, nella maggior parte dei casi, in tre anni, dei quali il primo è dedicato alla frequenza di corsi di specializzazione seguiti da esami di valutazione, e gli altri due alla redazione di una tesi di ricerca. Con il titolo di dottorato, che si consegue dopo la «difesa della tesi» (cioè il corrispettivo della «discussione della tesi» delle università italiane), si attesta che il “dottore” è idoneo alla ricerca accademica in ambito teologico e abilitato all'insegnamento in una Facoltà pontificia. 
In Italia, tale titolo di “dottore” conseguito nelle università pontificie (in Teologia, Filosofia, Diritto canonico, etc.) equivale a quello di “dottore di ricerca” rilasciato dalle università statali. Analogamente, negli Stati Uniti il ThD è considerato dalla National Science Foundation un dottorato di ricerca equivalente a quello di Doctor of Philosophy (PhD).